# Fenin-Vilars-Saules

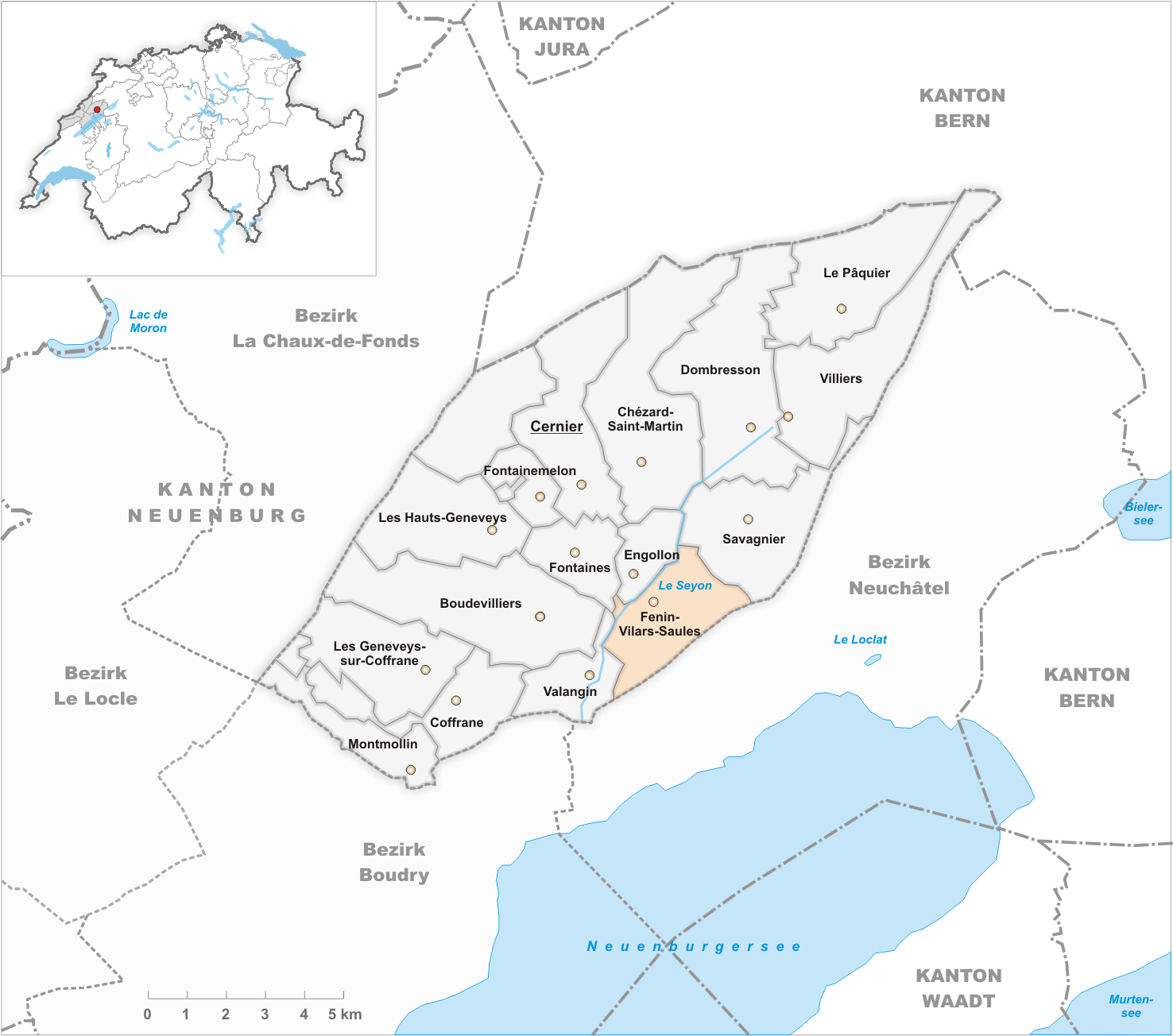
Gemeindestand vor der Fusion am 1. Januar 2013

Fenin-Vilars-Saules war eine politische Gemeinde im Distrikt Val-de-Ruz des Kantons Neuenburg in der Schweiz. Am 1. Januar 2013 fusionierte sie mit den Gemeinden Boudevilliers, Cernier, Chézard-Saint-Martin, Coffrane, Dombresson, Engollon, Fontainemelon, Fontaines, Les Geneveys-sur-Coffrane, Les Hauts-Geneveys, Montmollin, Le Pâquier, Savagnier und Villiers zur neuen Gemeinde  Val-de-Ruz.

## Geographie
Fenin-Vilars-Saules liegt rund fünf Kilometer nördlich der Kantonshauptstadt Neuenburg (Luftlinie). Die drei Bauerndörfer erstrecken sich im südöstlichen Val de Ruz im Neuenburger Jura, am Nordwesthang des Chaumont, oberhalb des Baches Seyon.
Die Fläche des 6,5 km² grossen Gemeindegebiets umfasst einen kleinen Abschnitt im Südostteil der Senke des Val de Ruz. Der Gemeindeboden reicht vom Lauf des Seyon nach Südosten über den offenen Hang, auf dem die Dörfer liegen und bis auf die Antiklinale des Chaumont. Auf dem Kamm des Chaumont, dessen Hänge dicht bewaldet sind, befindet sich mit 1151 m ü. M. der höchste Punkt der Gemeinde. Von der Gemeindefläche entfielen 1997 6 % auf Siedlungen, 50 % auf Wald und Gehölze und 44 % auf Landwirtschaft.
Fenin-Vilars-Saules besteht aus den drei Dörfern Fenin (756 m ü. M.), Vilars (746 m ü. M.) und Saules (800 m ü. M.) und einigen Einzelhöfen. Nachbargemeinden von Fenin-Vilars-Saules sind Valangin, Fontaines, Engollon, Savagnier und Neuenburg.

Luftbild aus 1500 m von Walter Mittelholzer (1927)

## Bevölkerung
Mit 845 Einwohnern (Stand 31. Dezember 2012) gehört Fenin-Vilars-Saules zu den kleineren Gemeinden des Kantons Neuenburg. Von den Bewohnern sind 93,2 % französischsprachig, 3,5 % deutschsprachig und 0,9 % englischsprachig (Stand 2000). Fenin-Vilars-Saules hatte 1900 420 Einwohner; die Bevölkerungszahl sank bis 1950 auf 260 Einwohner, weist seither aber eine deutlich steigende Tendenz auf.

## Wirtschaft
Fenin-Vilars-Saules war bis Mitte des 20. Jahrhunderts eine hauptsächlich durch die Landwirtschaft geprägte Gemeinde. In den letzten Jahrzehnten hat sich Fenin-Vilars-Saules zur Wohngemeinde entwickelt. In Fenin gibt es einen Betrieb im Bereich der Uhrenindustrie sowie Holzhandel. Viele Erwerbstätige sind aber Wegpendler und arbeiten vor allem in Neuenburg.

## Verkehr
Die Gemeinde liegt abseits der grösseren Durchgangsstrassen an der Kantonsstrasse von Neuenburg nach Dombresson. Die drei Dörfer Fenin, Vilars und Saules sind durch eine Buslinie, die von Neuenburg via Savagnier nach Cernier verkehrt, an das Netz des öffentlichen Verkehrs angeschlossen.

## Geschichte
Das Gemeindegebiet um Fenin-Vilars-Saules war bereits zur Römerzeit begangen. Die Vy Marchand, eine Strasse entlang dem Waldrand des Chaumont oberhalb der drei Dörfer, folgt vermutlich dem Trassee einer von den Römern angelegten Nebenstrasse der Vy d'Etra.
Die erste urkundliche Erwähnung von Fenin erfolgte 1191 unter dem Namen de Finilis, 1228 erschien die Bezeichnung Fenis. Vilars wurde 1191 als in Vilar erstmals erwähnt und die erste Nennung von Saules datiert auf das Jahr 1269 (Sales). Die drei Dörfer gehörten zur Herrschaft Valangin, die teils den Grafen von Neuenburg, teils den Grafen von Montbéliard unterstand und 1592 endgültig an Neuenburg kam. Seit 1648 war Neuenburg Fürstentum und ab 1707 durch Personalunion mit dem Königreich Preussen verbunden. 1806 wurde das Gebiet an Napoléon I. abgetreten und kam 1815 im Zuge des Wiener Kongresses an die Schweizerische Eidgenossenschaft, wobei die Könige von Preussen bis zum Neuenburgerhandel 1857 auch Fürsten von Neuenburg blieben. 1875 schlossen sich die vorher selbständigen Gemeinden Fenin, Vilars und Saules zusammen.

## Sehenswürdigkeiten
Der heutige Bau der bereits 1191 erwähnten Kirche Saint-Laurent oberhalb des Ortskerns von Fenin entstand im 15. Jahrhundert, wurde später aber mehrfach restauriert; der Kirchturm wurde 1736 erbaut. Das sogenannte Château ist ein spätgotischer Herrensitz mit zwei Ecktürmchen, der 1561 errichtet wurde. In den Ortskernen sind einige charakteristische Bauernhäuser aus dem 17. bis 19. Jahrhundert erhalten.